# Teodoro Estevão de La Rue de Saint-Léger

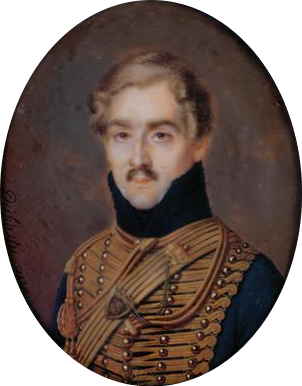
O Marquês da Bemposta (1820), em pintura de Joseph Dubasty (Museu Nacional de Arte Antiga)

Teodoro Estevão de La Rue de Saint-Léger (1799-1871), conde de Saint-Léger, 2.º conde (3 de Julho de 1823) e 2.º marquês da Bemposta (24 de Fevereiro de 1836), foi mestre-sala da Casa Real, comendador da Ordem de Avis, cavaleiro da Ordem de S. Luis e da Legião de Honra em França, brigadeiro do Exercito, ajudante de campo do príncipe herdeiro, do príncipe D. Augusto e do rei D. Fernando, etc.
Foi casado com D. Maria Mância de Lemos Roxas e Menezes, 2.ª condessa de Subserra
Foram pais da 1ª marquesa da Bemposta-Subserra, D. Maria Isabel Antónia do Carmo de Lemos e Roxas de Carvalho e Menezes de Saint-Léger, herdeira da representação da Casa da Trofa, que casou (com licença real de 11 de Setembro de 1861) com o futuro 1.º marquês de Rio Maior, então 4.º conde de Rio Maior, António de Saldanha de Oliveira Juzarte Figueira e Sousa, sem geração.

## Biblografia
- Resenha das Famílias Titulares do Reino de Portugal, Lisboa 1838
- Redacção Quidnovi, com coordenação de José Hermano Saraiva, História de Portugal, Dicionário de Personalidades, Ed. QN-Edição e Conteúdos,S.A., 2004

## Ligações exteriores
- Teodoro Estêvão de La Rue de Saint-Léger, Manuel Abranches de Soveral («Sangue Real», 1998), roglo.eu